# Campeonato Mundial de Atletismo de 2017 - Salto em distância masculino
A competição do salto em distância masculino no Campeonato Mundial de Atletismo de 2017 foi realizada no Estádio Olímpico de Londres nos dias 4 e 5 de agosto. Luvo Manyonga da África do Sul levou a medalha de ouro. 

## Recordes
Antes da competição, os recordes eram os seguintes:
| Recorde mundial                               | Mike Powell (USA)                 | 8.95 | Tóquio, Japão                | 30 de agosto de 1991 |
| Recorde do campeonato                         | Mike Powell (USA)                 | 8.95 | Tóquio, Japão                | 30 de agosto de 1991 |
| Recorde do ano                                | Luvo Manyonga (RSA)               | 8.65 | Potchefstroom, África do Sul | 22 de abril de 2017  |
| Recorde africano                              | Luvo Manyonga (RSA)               | 8.65 | Potchefstroom, África do Sul | 22 de abril de 2017  |
| Recorde asiático                              | Mohamed Salman Al Khuwalidi (KSA) | 8.48 | Sotteville-lès-Rouen, França | 2 de julho de 2006   |
| Recorde da América do Norte, Central e Caribe | Mike Powell (USA)                 | 8.95 | Tóquio, Japão                | 30 de agosto de 1991 |
| Recorde da América do Sul                     | Irving Saladino (PAN)             | 8.73 | Hengelo, Países Baixos       | 24 de maio de 2008   |
| Recorde europeu                               | Robert Emmiyan (URS)              | 8.86 | Salcazor, União Soviética    | 22 de maio de 1987   |
| Recorde da Oceania                            | Mitchell Watt (AUS)               | 8.54 | Estocolmo, Suécia            | 9 de julho de 2011   |

## Medalhistas
| Ouro                | Prata                | Bronze                |
| Luvo Manyonga (RSA) | Jarrion Lawson (USA) | Rushwahl Samaai (RSA) |

## Tempo de qualificação
| Tempo de qualificação |
| --------------------- |
| 8.15 metros           |

## Calendário
| Data                | Horário | Fase         |
| ------------------- | ------- | ------------ |
| 4 de agosto de 2017 | 19:30   | Qualificação |
| 5 de agosto de 2017 | 20:05   | Final        |

Todos os horários estão no horário local (UTC+1)

## Resultados

### Qualificação
Qualificação: 8,05 m (Q) ou as doze melhores performances (q) 
| Pos. | Grupo | Atleta                 | Nacionalidade               | Tentativa | Tentativa | Tentativa | Marca | Notas |
| Pos. | Grupo | Atleta                 | Nacionalidade               | 1         | 2         | 3         | Marca | Notas |
| ---- | ----- | ---------------------- | --------------------------- | --------- | --------- | --------- | ----- | ----- |
| 1    | A     | Radek Juška            | Chéquia                     | 8.01      | 8.24      |           | 8.24  | Q     |
| 2    | A     | Maykel Massó           | Cuba                        | 8.15      |           |           | 8.15  | Q     |
| 3    | B     | Rushwahl Samaai        | África do Sul               | 7.95      | 8.04      | 8.14      | 8.14  | Q     |
| 4    | A     | Luvo Manyonga          | África do Sul               | 8.12      |           |           | 8.12  | Q     |
| 5    | B     | Aleksandr Menkov       | Atletas neutros autorizados | 8.07      |           |           | 8.07  | Q     |
| 5    | A     | Michel Tornéus         | Suécia                      | 8.07      |           |           | 8.07  | Q     |
| 7    | A     | Shi Yuhao              | China                       | x         | x         | 8.06      | 8.06  | Q     |
| 8    | A     | Jarrion Lawson         | Estados Unidos              | 8.02      | x         | 8.05      | 8.05  | Q     |
| 9    | A     | Emiliano Lasa          | Uruguai                     | 7.96      | 7.79      | x         | 7.96  | q     |
| 10   | A     | Damar Forbes           | Jamaica                     | 7.82      | 7.86      | 7.93      | 7.93  | q     |
| 11   | B     | Wang Jianan            | China                       | 7.83      | 7.89      | 7.92      | 7.92  | q     |
| 12   | A     | Fabrice Lapierre       | Austrália                   | 7.67      | 7.91      | 7.84      | 7.91  | q     |
| 13   | B     | Tyrone Smith           | Bermudas                    | 7.74      | 7.88      | 7.84      | 7.88  |       |
| 14   | B     | Henry Frayne           | Austrália                   | 7.68      | 7.88      | 6.61      | 7.88  |       |
| 15   | B     | Juan Miguel Echevarría | Cuba                        | 7.86      | 7.72      | 7.02      | 7.86  |       |
| 16   | A     | Kim Deok-hyeon         | Coreia do Sul               | 7.73      | 7.85      | 7.77      | 7.85  |       |
| 17   | B     | Jeff Henderson         | Estados Unidos              | 7.74      | x         | 7.84      | 7.84  |       |
| 18   | B     | Kevin Ojiaku           | Itália                      | 7.82      | 7.64      | 7.38      | 7.82  |       |
| 19   | B     | Miltiadis Tentoglou    | Grécia                      | 7.70      | 7.79      | x         | 7.79  |       |
| 20   | A     | Marquis Dendy          | Estados Unidos              | 7.71      | 7.78      | 7.55      | 7.78  |       |
| 21   | B     | Ramone Bailey          | Jamaica                     | 7.76      | 7.51      | 7.49      | 7.76  |       |
| 22   | A     | Julian Howard          | Alemanha                    | 7.72      | x         | x         | 7.72  |       |
| 23   | B     | Lazar Anić             | Sérvia                      | x         | 7.34      | 7.71      | 7.71  |       |
| 24   | A     | Huang Changzhou        | China                       | 7.60      | 7.51      | 7.70      | 7.70  |       |
| 25   | A     | Zarck Visser           | África do Sul               | 7.37      | 7.60      | 7.66      | 7.66  |       |
| 26   | B     | Tomasz Jaszczuk        | Polónia                     | 7.58      | 7.64      | x         | 7.64  |       |
| 27   | B     | Paulo Sérgio Oliveira  | Brasil                      | 7.53      | x         | x         | 7.53  |       |
| 28   | A     | Yahya Berrabah         | Marrocos                    | 7.49      | 7.33      | 7.33      | 7.49  |       |
| 29   | A     | Arttu Pajulahti        | Finlândia                   | 7.49      | x         | x         | 7.49  |       |
| 30   | B     | Serhiy Nykyforov       | Ucrânia                     | x         | x         | 7.47      | 7.47  |       |
| 31   | B     | Quincy Breell          | Aruba                       | 6.90      | x         | x         | 6.90  |       |
| 32   | B     | Eusebio Cáceres        | Espanha                     | x         | x         | x         | NM    |       |

### Final
A final da prova ocorreu dia 5 de agosto às 20:05. 
| Pos.              | Atleta           | Nacionalidade               | Tentativa | Tentativa | Tentativa | Tentativa | Tentativa | Tentativa | Marca | Notas                |
| Pos.              | Atleta           | Nacionalidade               | 1         | 2         | 3         | 4         | 5         | 6         | Marca | Notas                |
| ----------------- | ---------------- | --------------------------- | --------- | --------- | --------- | --------- | --------- | --------- | ----- | -------------------- |
| Medalha de ouro   | Luvo Manyonga    | África do Sul               | x         | 8.48      | 8.32      | 8.29      | 8.17      | x         | 8.48  |                      |
| Medalha de prata  | Jarrion Lawson   | Estados Unidos              | 8.37      | 8.43      | 8.40      | 8.11      | 8.31      | 8.44      | 8.44  | Recorde da temporada |
| Medalha de bronze | Rushwahl Samaai  | África do Sul               | 8.25      | x         | 8.15      | x         | 8.27      | 8.32      | 8.32  |                      |
| 4                 | Aleksandr Menkov | Atletas neutros autorizados | 8.27      | x         | x         | x         | x         | x         | 8.27  |                      |
| 5                 | Maykel Massó     | Cuba                        | x         | 8.11      | 8.22      | x         | 8.26      | 7.98      | 8.26  |                      |
| 6                 | Shi Yuhao        | China                       | 7.93      | 8.17      | x         | 7.74      | x         | 8.23      | 8.23  |                      |
| 7                 | Wang Jianan      | China                       | 8.14      | 8.23      | 7.95      | 8.00      | 7.85      | 7.89      | 8.23  |                      |
| 8                 | Michel Tornéus   | Suécia                      | 8.18      | x         | x         | x         | 7.92      | 8.05      | 8.18  |                      |
| 9                 | Emiliano Lasa    | Uruguai                     | 8.06      | x         | 8.11      |           |           |           | 8.11  |                      |
| 10                | Radek Juška      | Chéquia                     | 7.81      | 8.02      | 5.34      |           |           |           | 8.02  |                      |
| 11                | Fabrice Lapierre | Austrália                   | 7.89      | 7.93      | 7.91      |           |           |           | 7.93  |                      |
| 12                | Damar Forbes     | Jamaica                     | 7.61      | 7.91      | 7.85      |           |           |           | 7.91  |                      |

Legenda
| Recorde mundial       | Recorde mundial (World record)               |                       | Recorde africano                      | Recorde africano (African) |                                           | Q | Classificado por posição (Qualified) |
| Recorde do campeonato | Recorde do campeonato (Championship record)  | Recorde da América    | Recorde da América (Americas)         | q                          | Classificado por melhor tempo (Qualified) |   |                                      |
| Melhor marca do ano   | Melhor marca do ano (World leading)          | Recorde asiático      | Recorde asiático (Asian)              | DNS                        | Não largou (Did not start)                |   |                                      |
| Recorde nacional      | Recorde nacional (National record)           | Recorde europeu       | Recorde europeu (European)            | DNF                        | Não terminou (Did not finish)             |   |                                      |
| Recorde pessoal       | Recorde pessoal do atleta (Personal best)    | Recorde da Oceania    | Recorde da Oceania (Oceania)          | DSQ / DQ                   | Desclassificado (Disqualified)            |   |                                      |
| Recorde da temporada  | Recorde da temporada do atleta (Season best) | Recorde sul-americano | Recorde sul-americano (South America) | NM                         | Sem marca (No mark)                       |   |                                      |